# Wachenbach (Hafenlohr)
Der Wachenbach oder Wagenbach, im Oberlauf auch Salzbach genannt, ist ein rechter Zufluss der Hafenlohr im Landkreis Main-Spessart im bayerischen Spessart. Er entsteht aus dem Zusammenfluss des rechten Esselbachs mit dem linken Steinmarker Bach südöstlich von Esselbach-Steinmark. Auf manchen alten Karten wird auch der Heinrichsbach als Wachenbach bezeichnet.

## Name
Der Oberlaufname Salzbach stammt aus der Zeit, als über den Salzweg, der an der Salzbachbrücke am Zusammenfluss der Quellbäche den Oberlauf querte, Bad Orber Salz transportiert wurde. An der Brücke wurde dafür Wegezoll fällig. Diese alte Salzstraße war eine Nebenstrecke des Eselswegs.
Der Name Wachenbach wurde bereits im 9. Jahrhundert in dieser Form erwähnt. Es kann ausgeschlossen werden, dass er mit einer Wache oder einem Wagen zu tun hat. Vielmehr geht man heute davon aus, dass der Bach seinen Namen von Graf Wago, dem Gaugrafen des Waldsassengaus hat.

## Geographie

### Quellbäche

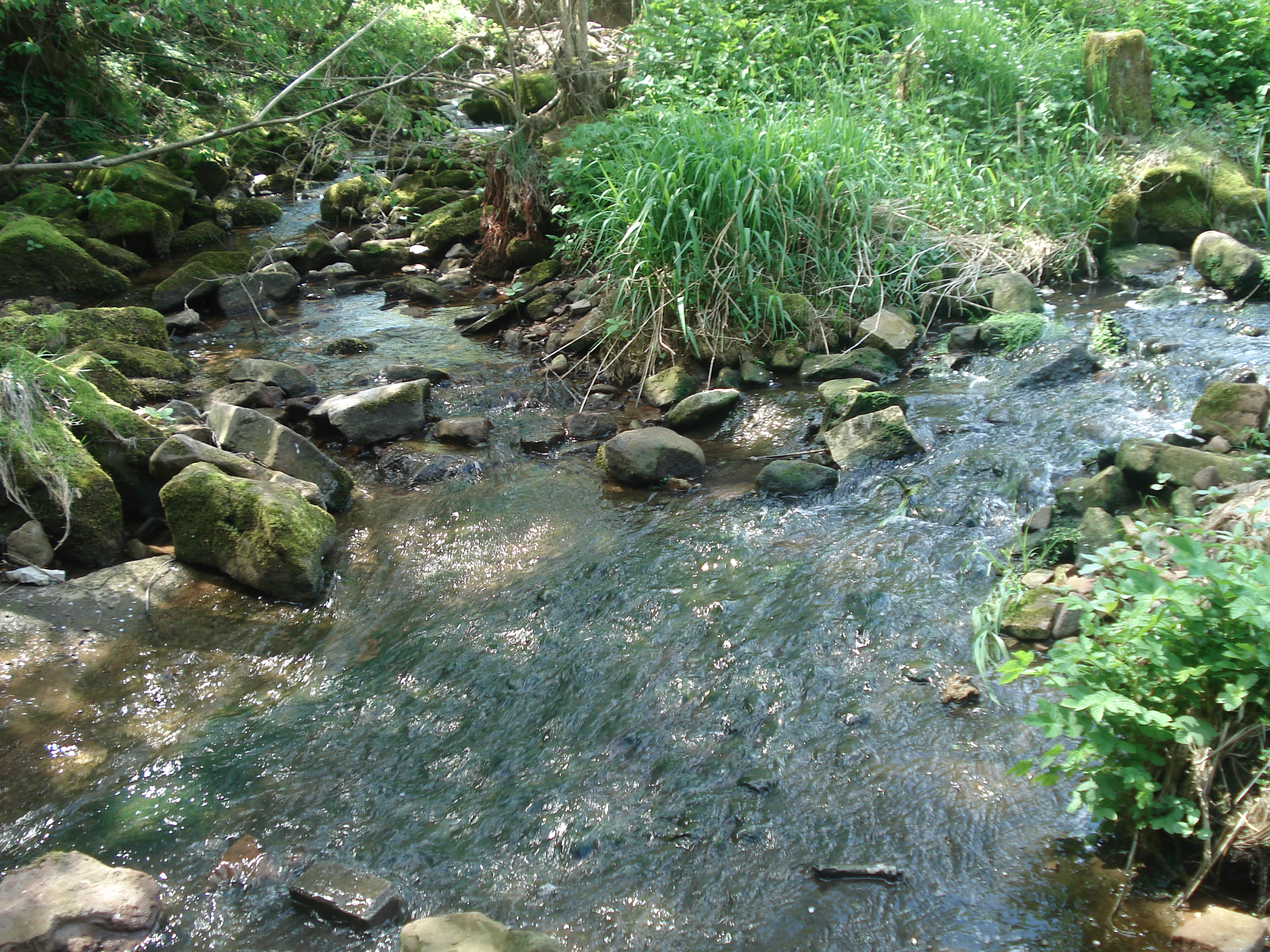
Zusammenfluss von Esselbach (hinten links) und Steinmarker Bach (hinten rechts)

#### Esselbach
Der Esselbach entspringt in Bischbrunn. Er durchfließt Oberndorf, Esselbach und Kredenbach. Es ist der mit 5,5 km Länge kürzere und wasserärmere rechte Quellbach.

#### Steinmarker Bach
Der 5,7 km lange Steinmarker Bach entspringt als Krebsbach nördlich von Straßlücke. Er verläuft in südöstlicher Richtung nach Steinmark, wo er an einem alten Waschplatz vorbeifließt. Südöstlich des Ortes vereinigt er sich an der Salzbachbrücke als Steinmarker Bach von links mit dem Esselbach.

### Verlauf

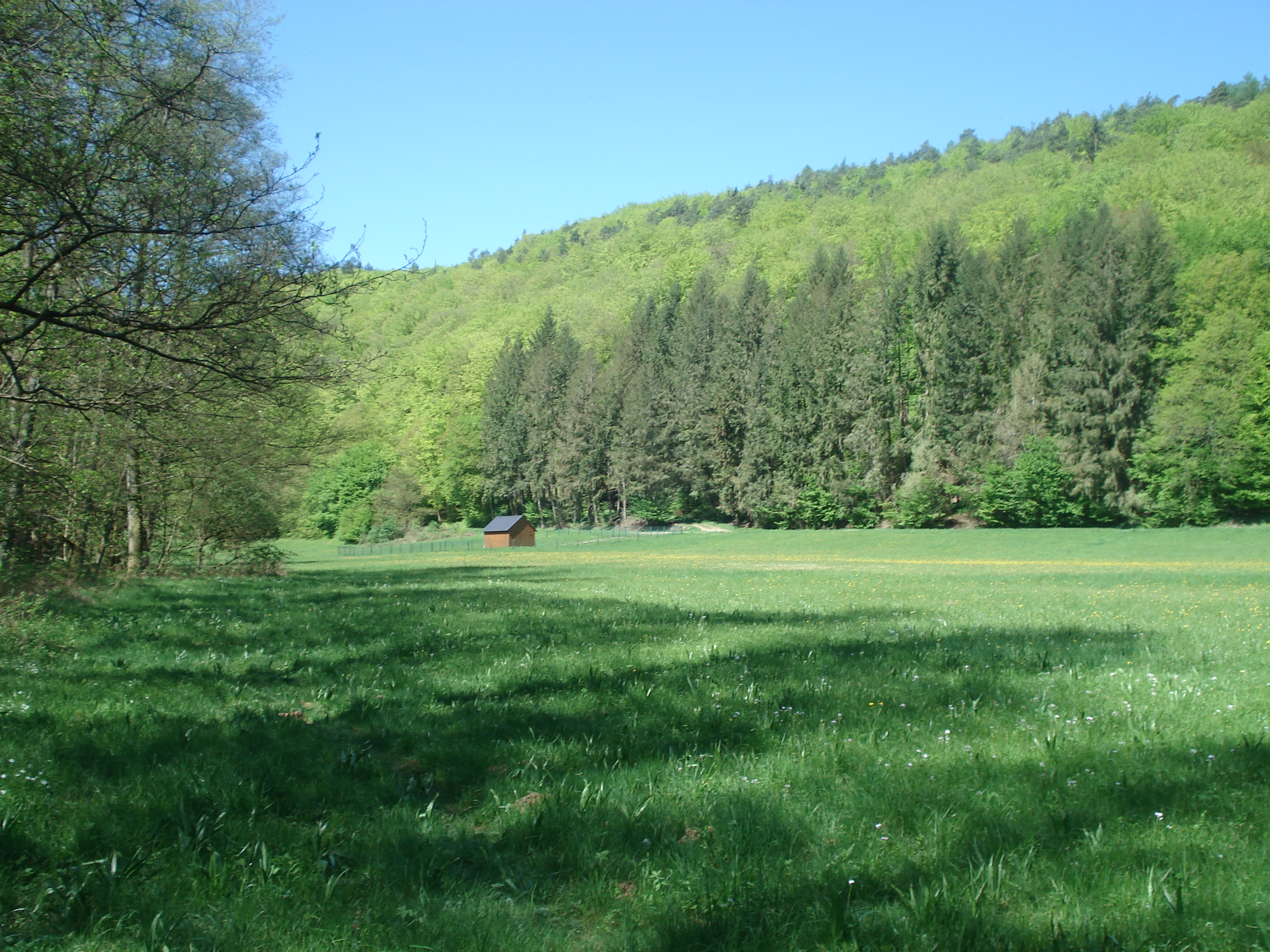
Der untere Wachengrund

Nach dem Zusammenfluss der Quellbäche fließt der Salzbach in nördliche Richtung. Ab dort speiste er bis 1893 die Peters- und die Heinrichsmühle. An der Alten Wachenmühle mündet dem Wachenbach von links der Heinrichsbach zu. Mit ihm als Oberlauf gerechnet, hätte der Wachenbach eine Länge von 13 km. Im weiteren nordöstlichen Verlauf befindet sich am linken Waldrand die Grenze zum heute gemeindefreien Gebiet Fürstlich Löwensteinscher Park mit dem Forsthaus Faun. Dort trieb der Wachenbach bis 1890 die Neue Wachen- und die Pfeuffersmühle an. Zahlreiche Quellen am linken Talhang verstärken dort den Bach. Bei Windheim mündet er als deren größter und letzter Zufluss in die Hafenlohr.

### Zuflüsse
- Heinrichsbach (links)
- Höchsterbrunnengraben (links, zeitweilig trocken)

### Flusssystem Hafenlohr
- Liste der Fließgewässer im Flusssystem Hafenlohr

## Mühlen

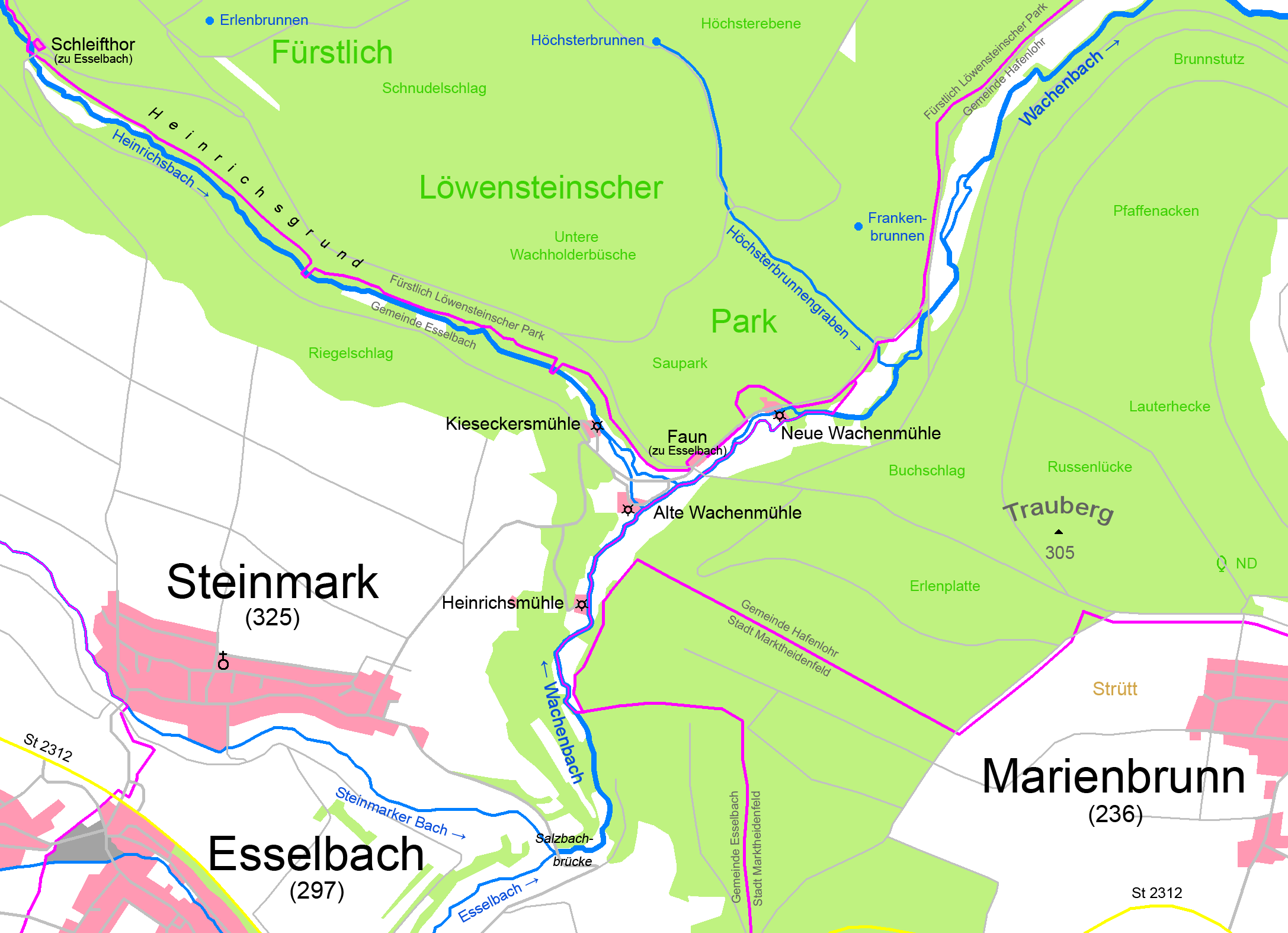
Karte der Mühlen im Wachengrund

Der Wachenbach durchfließt den Wachengrund, wo er sechs Mühlen antrieb. Die Alte Mühle (abgebrochen), Petersmühle (abgebrochen), Heinrichsmühle, Alte und Neue Wachenmühle sowie die Pfeuffersmühle (abgebrochen). Manche dieser Mühlen sind völlig verschwunden. Keine der noch bestehenden ist noch im Mahlbetrieb. Lediglich in der Alten Wachenmühle wird die Wasserkraft seit 2001 zur Stromerzeugung genutzt. Die noch existierenden Mühlen liegen alle auf der Gemarkung der Gemeinde Esselbach.

### Alte Mühle

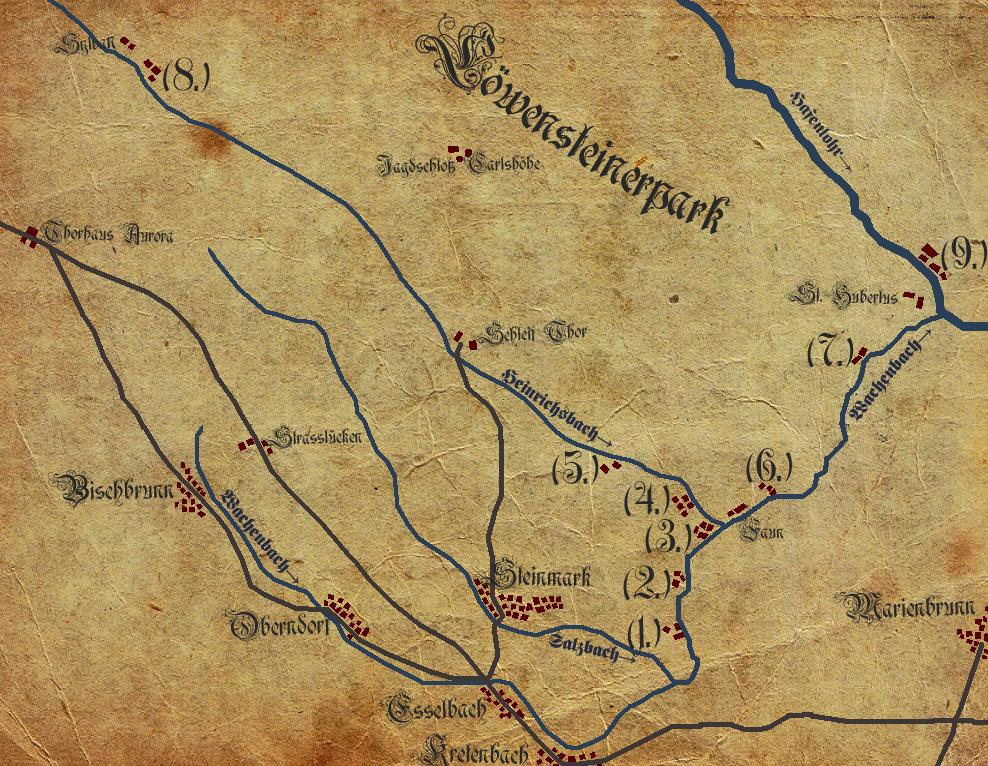
Mühlen im Wachen- und Heinrichsgrund um 1860:
(1.) = Petersmühle
(2.) = Heinrichsmühle
(3.) = Alte Wachenmühle
(4.) = Kieseckersmühle
(5.) = Käfermühle
(6.) = Neue Wachenmühle
(7.) = Pfeuffersmühle
(8.) = Weihersmühle
(9.) = Bahnbrückenmühle

Die Alte Mühle(ungefähre Lage) befand sich einst in der Nähe der Salzbachbrücke unterhalb des Zusammenflusses von Esselbach und Steinmarker Bach. Um 1860 wurden die letzten Überreste eines alten Wehres durch ein Hochwasser weggerissen. In der Pfinzingkarte von 1562 ist die Alte Mühle noch eingezeichnet.

### Petersmühle
Zwischen der Salzbachbrücke und der Heinrichsmühle lag bis 1895 die Petersmühle (Lage). Sie wurde im Jahr 1503 als „Brunnclausenmühl“ erstmals urkundlich erwähnt. In den weiteren Jahren trug sie verschiedene Namen: Clausenmühle, Glücksmühle, Obere Mühle, Scheffers-Mühle und Petersmühle. 1700 errichtete der Besitzer Peter Fertig etwa 500 m bachabwärts die Heinrichsmühle, da dort der Wachenbach zwischen diesen beiden Mühlen von zwei Quellen verstärkt wird. Im Jahr 1815 baute der Petersmüller am Heinrichsbach die Käfermühle. 1892 wurde der Mahlbetrieb in der Petersmühle eingestellt und 1893 das Gebäude abgebrochen. Heute ist von der Petersmühle nichts mehr zu sehen.

### Heinrichsmühle

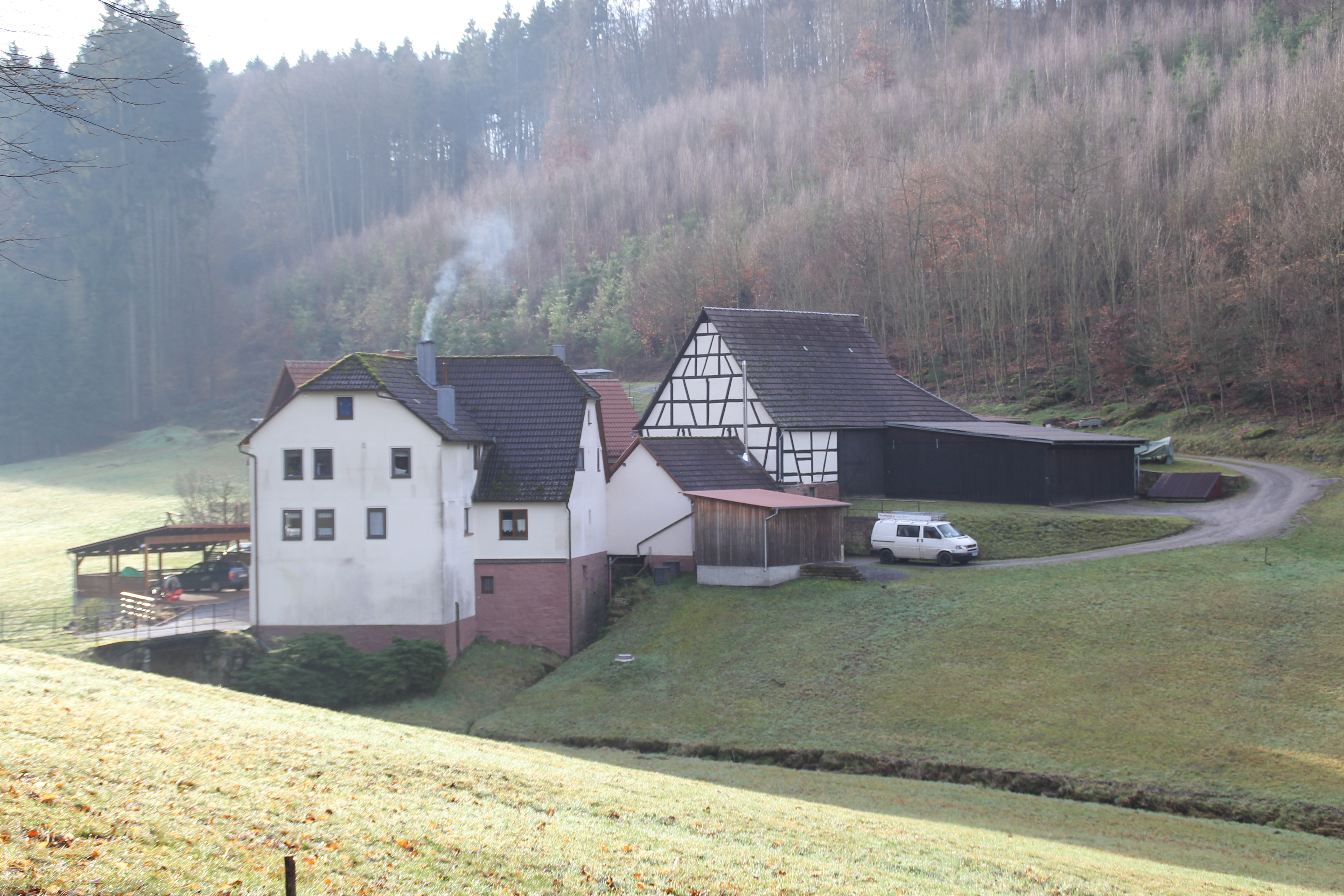
Die Heinrichsmühle

Die Heinrichsmühle (Lage) befindet sich im oberen Wachengrund, südlich der Alten Wachenmühle. Sie wurde um das Jahr 1700 vom Besitzer der Petersmühle errichtet. Ihren Namen hat die Mühle vom Erbauer erhalten, der aus dem so genannten Mülhenner-Gut in Steinmark stammte. Henner ist die Kurzform des Namens Heinrich.

### Alte Wachenmühle

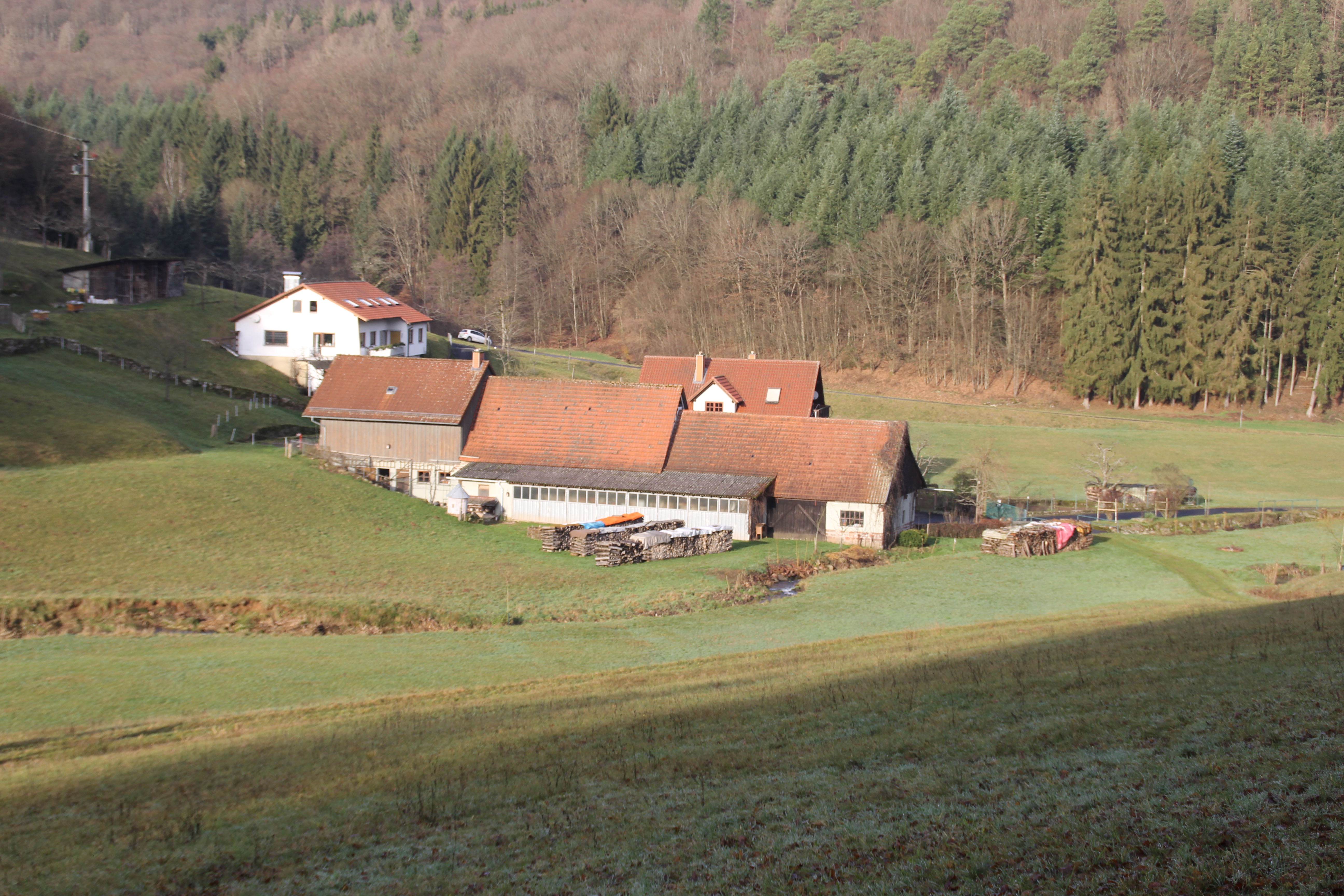
Die Alte Wachenmühle

Die Alte Wachenmühle (Lage) steht zwischen Heinrichsmühle und dem Forsthaus Faun, dort wo der Heinrichsbach in den Wachenbach mündet. Sie ist die älteste Ansiedlung im Wachengrund. Sie wurde bereits 1429 als „Mule in der Wachenbach“ erstmals urkundlich genannt. Wahrscheinlich ist die Mühle noch älter. Sie könnte seit dem 9. Jahrhundert bestehen. Ab etwa dem Dreißigjährigen Krieg wohnten zwei Familien in der Mühle, die daraufhin geteilt wurde. Um das Jahr 1700 errichtete der ursprüngliche Besitzer der Alten Wachenmühle einige hundert Meter talabwärts die Neue Wachenmühle. Sein Schwiegersohn Johann Pfeuffer erbaute im Jahr 1804 die Pfeuffersmühle im unteren Wachengrund.

### Neue Wachenmühle

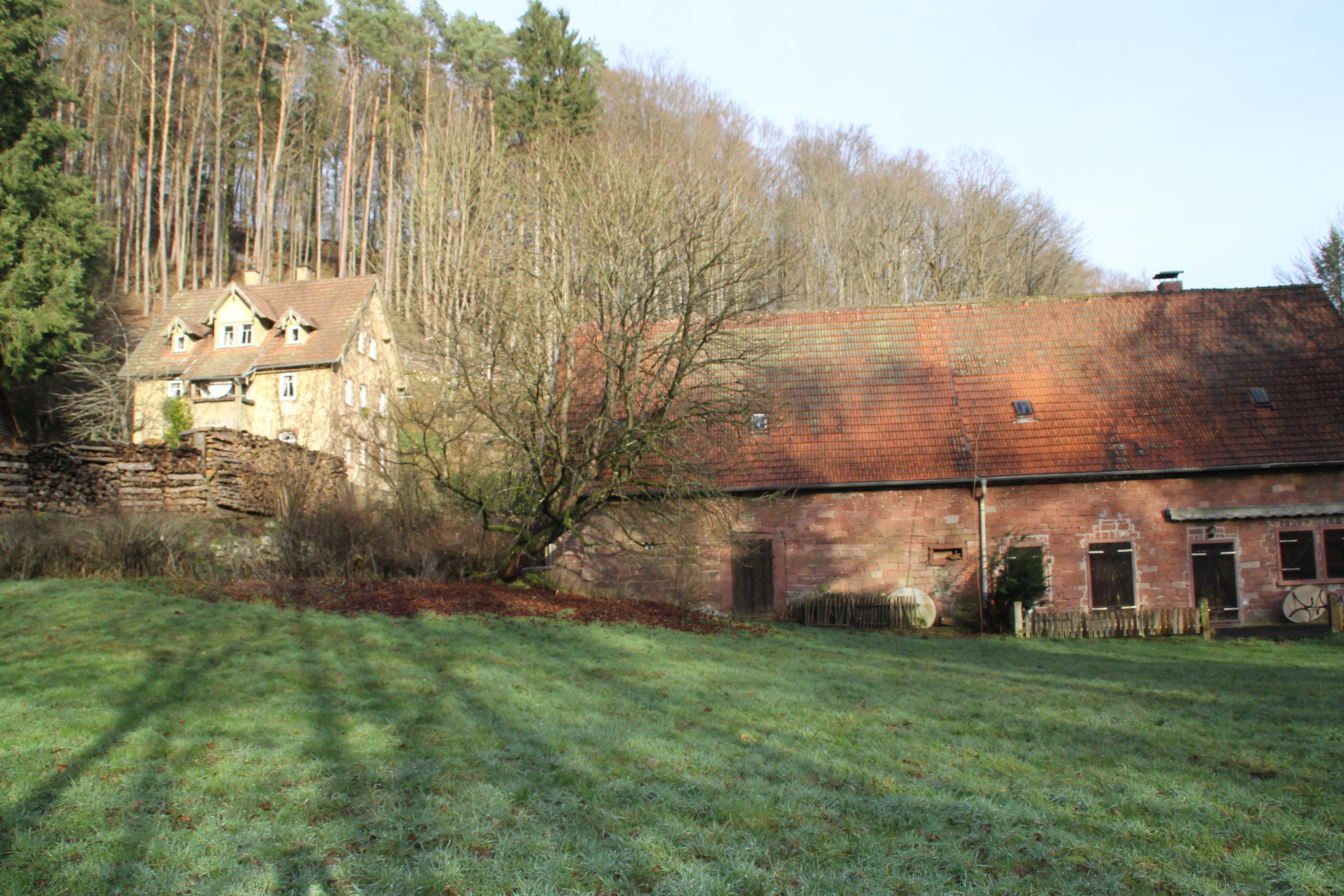
Die Neue Wachenmühle

Östlich vom Forsthaus Faun befindet sich am Wachenbach die Neue Wachenmühle (Lage). Sie wurde 1696 vom Müller der Alten Wachenmühle erbaut und 1863 neu errichtet. Im Jahr 1894 stellte die Mühle den Mahlbetrieb ein und sie wurde als Forellenzuchtanlage mit Imkerei umgerüstet.

### Pfeuffersmühle
Im Jahre 1803 beantragte Johann Pfeuffer von der Alten Wachenmühle den Bau einer Schneid- und Ölmühle im unteren Wachengrund. Die Pfeuffersmühle wurde im Jahr 1804 etwas oberhalb der Mündung des Wachenbaches in die Hafenlohr errichtet (Lage). Sie bestand nur wenige Jahrzehnte und wurde 1893 abgebrochen. Pläne, die Pfeuffersmühle wieder aufzubauen, wurden zwar angefertigt, aber nie umgesetzt. Reste des alten Mühlenkanals sind noch gut zu erkennen.